# Wilton (New Hampshire)
Wilton is een town in Hillsborough County, New Hampshire, Verenigde Staten. Volgens de census van 2000, heeft de plaats 3743 inwoners en 1410 huishoudens.